# Order Alego

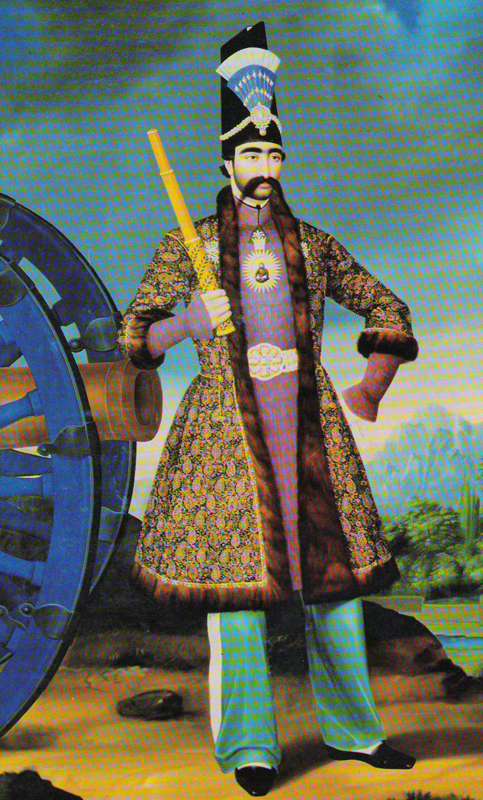
Obraz Nasera ad-Din Szaha Kadżara z insygniami Orderu Portretu Przywódcy Wiernych powieszonymi na szyi

Order Alego (pers. ‏Neshān-e Ali نشان علي‎), Order Portretu Przywódcy Wiernych (pers. ‏Neshān-e Temtāl-e Amīr-al-Mo’menīn نشان تمثال امیرالمؤمنین‎) – unikalne odznaczenie perskie ustanowione w 1856, pierwsze w kolejności starszeństwa odznaczeń aż do 1925 roku.

## Historia
Szach Persji Naser ad-Din Szah Kadżar ustanowił ten order na pamiątkę udanego oblężenia i odzyskania afgańskiego miasta Heratu w 1856 podczas wojny brytyjsko-perskiej, będącej częścią rywalizacji pomiędzy Cesarstwem Rosyjskim a Imperium Brytyjskim o panowanie nad Azją Środkową, zwanej Wielką Grą. Przeznaczony był tylko dla władcy do noszenia podczas festiwali religijnych, wielkich świąt państwowych i publicznych ceremonii. Został zniesiony po śmierci Mozaffara ad-Din Szaha Kadżara w 1905, a 11 sierpnia 1922 roku restytuowany przez Ahmada Szaha, ostatniego króla z dynastii Kadżarów. 10 kwietnia 1925 Reza, pierwszy szach z dynastii Pahlawi, zmodyfikował odznaczenie i przemianował na Order Zulfaghara.

## Wygląd insygniów
Misternie wykonana odznaka miała wygląd medalionu z wizerunkiem klęczącego Alego (przybranego syna i zięcia proroka Mahometa, pierwszego imama szyitów) w turbanie. Na kolanach trzyma on zakrzywiony miecz prawą dłonią, a w lewej ma sznur modlitewny subhę. Ilustracja była emaliowana i otoczona wąską, owalną ramką, w całości inkrustowaną kamieniami szlachetnymi i wysadzaną diamentami. Wokół ramki rozmieszczono 32 ostro zakończone promienie, a u jej szczytu, na trzech najwyższych promieniach zamocowano Koronę Kadżarów z pióropuszem, również ozdobioną drogimi kamieniami.
Później powstało kilka różnych wykonań, a jedyny zachowany do dzisiaj egzemplarz u dołu odznaczenia ma wieniec z kwiatów i liści wysokości połowy medalionu. Nad koroną dodano dwa skrzyżowane miecze, oraz pionową zawieszkę w kształcie pierścienia. Wszystkie te dodatki również były bogato zdobione kamieniami.

## Odznaczeni
- Naser ad-Din Szah Kadżar
- Mozaffar ad-Din Szah Kadżar
- Ahmad Szah Kadżar